# Francisco Javier Tarantino Uriarte
 Francisco Javier Tarantino Uriarte (Bermeo, 26 juni 1984) is een gewezen Spaans profvoetballer.

## Loopbaan
Hij heeft zijn jeugdopleiding gekend bent Athletic Bilbao. Tijdens het seizoen 2002-2003 startte hij zijn professionele carrière bij de C-ploeg, CD Baskonia. De ploeg werd kampioen in de Tercera División, maar kon niet stijgen wegens het feit dat de B-ploeg reeds in deze hogere divisie stond.
Het daaropvolgende seizoen stapte hij over naar deze B-ploeg, Bilbao Athletic. De ploeg eindigde dertiende in de Segunda División B en Tarantino was een van de basisspelers.
Tijdens het derde seizoen bij de Baskische ploeg, nam hij deel aan het seizoensbegin van de A-ploeg, Athletic Bilbao, een ploeg uit de Primera División. Hij kreeg enkel de kans om te spelen voor de B-ploeg. Daarom werd hij na de winterstop van het seizoen 2004-2005 uitgeleend aan CD Numancia, een reeksgenoot uit de Primera División. Hij zou er vijftien keer als basisspeler kunnen spelen, maar de ploeg kon met een negentiende plaats zijn behoud niet handhaven.
Tijdens het seizoen 2005-2006 volgde dan de kans om zich te bewijzen bij de A-ploeg uit Bilbao. Voor de winterstop zou hij driemaal spelen en daarom werd hij na de winterstop uitgeleend aan de ploeg uit Soria, die uiteindelijk achtste zou eindigen in de Segunda División A.
Voor het seizoen 2006-2007 stapte hij definitief over naar de ploeg uit Soria. Hij kende een moeilijker seizoen in een ploeg die weer achtste werd.
Voor het seizoen 2007-2008 stapte hij over naar Deportivo Alavés, een reeksgenoot uit de Segunda División A.  
Vanaf het seizoen 2008-2009 zou hij nog drie seizoenen spelen in de Segunda División A, bij Albacete Balompié. Totdat deze ploeg in het laatste seizoen tweeëntwintigste en laatste werd en degradeerde.
Ook de speler zette een stapje terug en ging vanaf seizoen 2011-2012 spelen bij CD Tenerife, een ploeg uit de Segunda División B, die zo snel als mogelijk weer hogere oorden wilde opzoeken. Dit gebeurde tijdens het seizoen 2012-2013 na kampioen te spelen en de eindronde te winnen.
Tijdens het begin van het seizoen 2013-2014 zou hij nog mee trainen, maar midden augustus tekende hij bij FC Cartagena, een andere ploeg uit de Segunda División B die zo snel als mogelijk de verloren plaats op het tweede niveau van het Spaanse voetbal weer wilde innemen. De speler dwong onmiddellijk een basisplaats af, maar kwetste zich de vijfde wedstrijd waardoor hij pas op het einde van de maand januari terugkeerde in het eerste elftal. Ondanks het moeilijke eerste seizoen verlengde hij zijn contract voor het seizoen 2014-2015.  Het werd weer een moeilijk seizoen, maar deze keer voor zowel speler als ploeg.  Pas na de eindronde kon de ploeg zijn plaats verzekeren.  Op het einde van het seizoen werd duidelijk dat zijn contract niet verlengd werd.
Voor het seizoen 2015-2016 vond hij onderdak bij reeksgenoot Sestao River Club.  Hij werd een van de belangrijke pionnen die het behoud konden bewerkstelligen.  Daarom werd zijn contract voor het seizoen 2016-2017 verlengd.  Toen tijdens dit laatste seizoen de ploeg zijn behoud niet kon afdwingen, betekende dit ook het einde van de loopbaan van Tarantino.